# Знін (герб)
Знін (пол. Znin, Żnin) — шляхетський герб, яким користуються десятки переважно литовських родин.

## Опис герба
У синьому полі золотий сиґль «S». Намет невідомий.
У середньовіччі герб був різним: у червоному полі золотий перекреслений сиґль «Z» .

## Найдавніші згадки
Герб, згаданий у середньовіччі, фігурує у гербовниках та на печатці Мацея, вільнюського єпископа від 1442 року. У той час герб був у вигляді перекресленого сиґля «Z» перекреслену (на печаті балки, що утворюють верхню та нижню лінії букви, косі). Ось так було відтворено герб Знін (як герб Якуба від Зніна).
Як сиґль «S», герб фігурує у польській хроніці Марціна Бельського Orbis Poloni. Наступна згадка герба є у праці Шимона Окольського Orbis poloni, де герб вживаний Якубом із Жніна .
Герб згадується Антонем Свачем та Каспером Нецьким. Однак вони не реконструюють кольори.
Реконструкція кольору походить лише від Чражанського (Tablice odmian herbowych).

## Гербовий рід
Список імен у статті походить із Herbarza polskiego Тадеуша Гайла. За його висновками, на герб Зніна мають право 54 родин:
Augutowicz, Bakszewski, Bańkowski, Bartoszewicz, Betygolski, Bietygolski, Boryczewski, Charytonowicz, Chrystowski, Dambrowka, Dziedrowicz, Ejwild, Eywild, Germanowicz, Giryn, Grzywaczewski, Haniewicz, Jakszewicz, Jasielewicz, Jasiński, Jaszewicz, Kamiński, Kuczyński, Kuncewicz, Kustynia, Lewszewicz, Lisopacki, Listopadzki, Lityński, Łaniewski, Łokuciejewski, Łokuciewski, Łokuczewski, Mesenau, Mołochowiec, Narkowicz, Niekrasz, Niekraś, Parczyński, Pietkiewicz, Piorecki, Porczyński, Poszokiński, Poszukanis, Przymulski, Rychlig, Rychlik, Saweczański, Strebejko, Stretejko, Szczerbo, Taraszkiewicz, Truskowski, Zniszczyński.